# 碳九芳烃
九碳原子芳香烃，又稱重整碳九，是一种聚合混合物，含有九至十二个碳原子芳烃及二聚环脂肪烯烃，是石油经过催化重整以及裂解后副产品中馏分在酸性催化剂存在下聚合而得。

## 主要成分
其主要成分包括异丙苯、正丙苯、乙基甲苯、均三甲苯、偏三甲苯、连三甲苯、茚、甲茚、雙環戊二烯（环戊二烯二聚体）、甲基环戊二烯二聚体等。

## 性质
一般状况下，碳九芳烃的沸点在153℃。 碳九芳烃大约占所有重整重芳烃的80%-90%，其中三甲苯占50％，甲基乙基苯占20％～25％。而裂解石油所产生的重芳烃中，有20%的碳九芳烃，其中三甲苯有4-6%。

## 相关
- 碳九